# Guhua
Guhua (kinesiska: 古花) är en köping i sydvästra Kina. Den ligger i stadsdistriktet Nanchuan, i storstadsområdet Chongqing, omkring 100 kilometer sydost om det centrala stadsdistriktet Yuzhong. Antalet invånare är 7 221. Befolkningen består av 3 579 kvinnor och 3 642 män. Barn under 15 år utgör 25,0 %, vuxna 15-64 år 60 %, och äldre över 65 år 14,0 %.